# La noche de los Oscar
La noche de los Oscar es un programa especial de la plataforma española, Movistar+ -(anteriormente de Canal+)- previo a la ceremonia de entrega de los Premios Óscar. 

## Historia
Desde 1993, Movistar+ viene emitiendo para España la ceremonia de entrega de los Premios Óscar a través de la señal que ofrece la cadena de televisión norteamericana ABC. 
Unas horas antes del comienzo de la ceremonia anual de los Oscar, la cadena de pago Movistar Plus+ y Cine por M+, ofrece un programa previo especial llamado La noche de los Oscar con conexiones en directo con la alfombra roja de los Oscar, entrevistas a actores y directores y comentarios sobre las películas nominadas, al término emiten íntegramente la gala y al término emite una de la película triunfadora de los Óscar de ediciones anteriores.
El mismo día de la gala de 22:00 a 00:00 en Cine por M+ (Movistar+) resumen de la Alfombra Roja-La noche de los Oscar y toda la gala.

## Servicios interactivos
Durante los primeros años la extinta cadena Cinemanía emitía en simultáneo con Canal+ la misma emisión de la ceremonia pero en versión original.  Con la llegada de la era digital, Canal+ añadió un segundo canal de audio a su señal dentro de la plataforma Canal Satélite Digital. 
Desde 2013 la plataforma Canal+ ofrece un servicio interactivo denominado Multioscar con un pequeño mosaico con distintas señales de los Oscar.

## Equipo
Algunos presentadores y colaboradores provienen de otros programas de la misma cadena como Magacine o Tentaciones. Para presentar el previo también han colaborado actrices conocidas como Maribel Verdú o Manuela Velasco. La presentadora que más veces lo ha presentado es Ana García-Siñeriz, y la que más veces ha estado haciendo entrevistas al pie de la alfombra roja es Cristina Teva. 
| Año         | Presentador        | Comentarista     | Comentarista 2        | Enviado especial     | Colaborador           |
| ----------- | ------------------ | ---------------- | --------------------- | -------------------- | --------------------- |
| 1993        | Jorge Flo          | Maribel Verdú    | Carles Francino       | Ana García-Siñeriz   |                       |
| 1994        | Jorge Fló          | Maruja Torres    |                       | Ana García-Siñeriz   |                       |
| 1995        | Jorge Fló          | Ígor Reyes-Ortiz |                       | Ana García-Siñeriz   |                       |
| 1996 - 2003 | Ana García-Siñeriz | Jaume Figueras   |                       |                      |                       |
| 2004 - 2005 | Ana García-Siñeriz | Jaume Figueras   | Antonio Muñoz de Mesa | Raquel Sánchez Silva |                       |
| 2006 - 2008 | Àngels Barceló     | Jaume Figueras   |                       | Cristina Teva        |                       |
| 2009        | Àngels Barceló     | Juan Zavala      | Pepe Colubi           | Cristina Teva        | Antonio Muñoz de Mesa |
| 2010        | Manuela Velasco    | Juan Zavala      | Pepe Colubi           | Cristina Teva        | Antonio Muñoz de Mesa |
| 2011        | Ana García-Siñeriz | Juan Zavala      | Pepe Colubi           | Cristina Teva        | Antonio Muñoz de Mesa |
| 2012        | Manuela Velasco    | Pepe Colubi      | Carlos Marañón        | Cristina Teva        | Miguel Parra          |
| 2013        | Toni Garrido       | Silvia Abril     | Carlos Marañón        | Cristina Teva        | Miguel Parra          |
| 2014        | Alexandra Jiménez  | Toni Garrido     | Carlos Marañón        | Cristina Teva        | Miguel Parra          |
| 2015        | Leticia Dolera     | Carlos del Amor  | Carlos Marañón        | Cristina Teva        | Miguel Parra          |